# George Rennie
George Rennie, född 3 december 1791 i London, död där 30 mars 1866, var en brittisk civilingenjör, äldste son till John Rennie.
Rennie började sina praktiska studier i ingenjörsyrket under sin fars ledning och bildade efter dennes död tillsammans med sin bror, sir John Rennie (1794-1874), en av de mest berömda bland de banbrytande engelska ingenjörsfirmor, som i mitten av 1800-talet gick i spetsen för maskin- och järnbyggnadsteknikens utveckling. Firman utförde de flesta arbeten, till vilka fadern uppgjort planen, bland annat London Bridge, samt fullbordade dem han påbörjat, men verkställde även en mängd andra stora byggnadsföretag såsom broar, hamnar, skeppsvarv både i Storbritannien och på kontinenten samt hamnarbeten i Sevastopol, Kronstadt, Odessa och Nikolajev, fullbordade flera torrläggningsarbeten i England, som fadern påbörjat, och ledde flera betydande järnvägsanläggningar på kontinenten. Inom maskintekniken omfattade firmans verksamhet bland annat mudderverk, ångkvarnar, ångfartyg och jordbruksmaskiner.